# فرانيسكا بانيا
فرانجسكا بانجا (Врањска Бања) هي مدينة في بسينجا في مقاطعة وسط صربيا في صربيا.